# Kirsopp Lake
Kirsopp Lake (7 april 1872 – 10 november 1946) was hoogleraar Nieuwe Testament in Leiden van 1904 tot 1914. Daarna was hij Winn Professor of Ecclesiastical History aan de Harvard Divinity School. Hij had een ongewoon brede belangstelling en publiceerde baanbrekende monografieën op het gebied van de tekstkritiek van het Nieuwe Testament, Griekse paleografie, theologie en archeologie. Hij is waarschijnlijk het meest bekend door zijn grote vijfdelige werk The Beginnings of Christianity (een editie, vertaling, commentaar en studie van de Handelingen van de apostelen), welke hij samen met F. J. Foakes-Jackson ontwierp en redigeerde.

## Afkomst en jeugd
Kirsopp Lake werd geboren in Southampton, Engeland, op 7 april 1872, de oudste van twee overlevende kinderen van George Anthony Kirsopp Lake, een arts, en  Isabel Oke Clark. Zijn vader was afkomstig uit een Schotse familie en Kirsopp was de familienaam van Lakes grootmoeder aan vaders kant. Hij bezocht de St Paul's School, London en ging daarna naar Lincoln College, Oxford, waar hij zich in 1891 registreerde. Hij kreeg een individuele beurs toegekend en was de Skinners' Company's Scholar in 1893. Hij studeerde af in 1995 met een B.A. second class in theologie. Hij bezocht ook Cuddesdon Theological College in 1895.  Oorspronkelijk wilde hij rechten studeren om een carrière in de politiek te beginnen. Echter, een overdosis lichamelijke oefening, te snel na een griep, zorgde voor hartproblemen, zodat rechten en politiek volgens de doktoren niet meer in aanmerking kwamen. Volgens zijn zoon was hij "kwetsbaar en de kerk scheen hem de mogelijkheid te geven voor een levensinvulling en voor enige invloed op de samenleving waarin hij geïnteresseerd was."

## Kerkelijk werk in Engeland

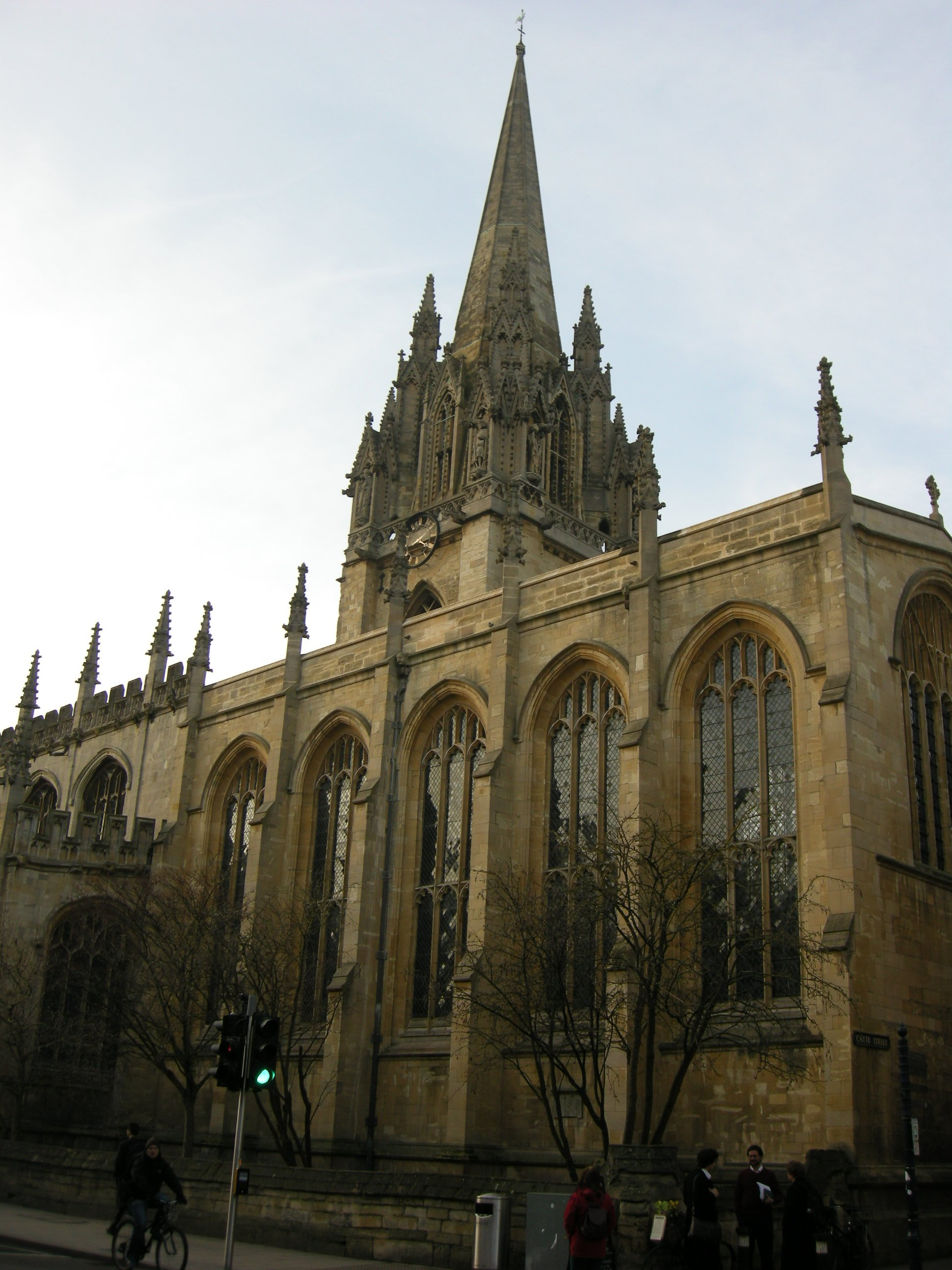
St. Mary the Virgin, Oxford, waar Lake kerkelijk werker was van 1897 tot 1904.

Na zijn afstuderen werd Lake tot diaken gewijd in the Church of England (1895) en diende als hulpprediker ("curate") in Lumley, Durham, waar hij preekte voor de mijnwerkers in dit district. Zijn zoon herinnert zich, dat in Lakes preken weinig theologie voorkwam, maar dat hij wel de komische operette The Mikado opvoerde. Later vertelde Lake nog vaak het verhaal over de gespierde mijnwerker, die, nadat hij hem gered had van de aanval van een dronken marineman uit een naburige plaats en naar Lakes commentaar op de situatie luisterde, zei: "Mon, he's no much to look at, but has he no a bonny tongue?!" Na een jaar werd hij tot priester gewijd (1896), maar omdat hij weer hartproblemen hard besloot hij terug te keren naar Oxford, naar het minder strenge klimaat van het zuiden om zijn gezondheid te verbeteren.
Hij haalde zijn M.A. in 1897, en van dat jaar tot 1904 diende hij als hulpprediker ("curate") van St. Mary the Virgin, Oxford, een veel academischer atmosfeer. Gedurende deze jaren had hij, om zijn inkomen aan te vullen, ook een baan bij de Bodleian Library, waar hij Griekse manuscripten catalogiseerde. Deze bezigheid wekte in hem een interesse in het synoptische vraagstuk en de tekstkritiek van het Nieuwe Testament. Hij publiceerde zijn eerste boek, het zeer bruikbare handboek The Text of the New Testament (1900). Ongeveer zestig jaar later beschrijft Stephen Neill de zesde druk (1928) als "still the best short introduction to New Testament textual criticism that exists in any language". Het was zeer waarschijnlijk F.C. Conybeare, Fellow van het University College, Oxford, die de belangrijkste factor in Lakes ontwikkeling was. Conybeare wijdde Lake in in de geheimen van de paleografie van het Nieuwe Testament en de tekstkritiek.
Lakes paleografische interesse leidde hem op een zoektocht naar meer manuscripten en in 1898 ondernam hij een reis naar de bibliotheken van Bazel, Venetië en Rome. De resultaten van deze reis werden gepubliceerd in Codex 1 of the Gospels and Its Allies (1902). Lake had een tekstuele familie ontdekt van manuscripten van het Nieuwe Testament die bekendstaat als Familie 1 (ook bekend als de Lake-groep). Tot deze familie behoren de minuskels 1, 118, 131 en 209 (in de Gregory-Aland-nummering). In de zomers van 1899 en 1903 (en vele daarna) ondernam hij reizen naar de Griekse kloosters op Oros Athos. Hij publiceerde (1903, 1905, 1907) edities van verschillende manuscripten die hij daar ontdekte, een catalogus van alle onderzochte handschriften, en zelfs een geschiedenis van de kloosters zelf (1909). In 1902 won hij de Arnold Essay Prize van de Universiteit van Oxford voor zijn studie “The Greek Monasteries in South Italy”, die in vier delen werd gepubliceerd in het Journal of Theological Studies.
Op 10 november 1903 trouwde hij met Helen Courthope Forman (1874 – 22 oktober 1958), de dochter van Freda Gardiner en Sidney Mills Forman, een zakenman uit Newcastle-upon-Tyne, Northumberland. Zij kregen twee kinderen, Gerard Anthony Christian Kirsopp Lake (27 december 1904 – 3 september 1972) en Agnes Freda Isabel Kirsopp Lake (31 juli 1909 – 3 november 1993). Tijdens deze latere jaren van zijn kerkelijke werk begon Lake te twijfelen aan de leer van de kerk en te denken in termen van geschiedenis en exegese in plaats van in termen van theologie en pastorale moeilijkheden. Volgens zijn zoon kwam het keerpunt in Lakes geloof toen zijn leidinggevende suggereerde dat er gebeden moesten worden opgezegd bij de vespers voor een meneer Brown, omdat de dokter zojuist had gezegd dat er geen hoop meer voor hem was. Het verhaal is mogelijk apocrief, maar wel veelbetekenend voor Lakes gezichtspunt.

## Hoogleraar in Leiden
In 1903 accepteerde Lake het aanbod gewoon hoogleraar voor de uitlegging van het Nieuwe Testament en de vroegchristelijke literatuur te worden aan de Rijksuniversiteit Leiden. Hij doceerde daar gedurende tien jaar, van 1904 tot 1914. Zijn inaugurele rede, die hij in het Engels uitsprak, ging over "The Influence of Textual Criticism on the Exegesis of the New Testament".  Aan het slot van de rede keek hij zijn studenten aan.  "I am very sorry," zei hij, "that for a few months I shall be handicapped by my inability to use your language, but I hope that by next September I shall be in a position to lecture in Dutch, at least partially, even though it may be necessary to apologize for frequent solecisms, and for an imperfect pronunciation."  Hij hield zich aan zijn belofte en leerde snel in het Nederlands les te geven. De rede werd gepubliceerd in 1904 en is een invloedrijke studie gebleken, hoewel Elliott heeft opgemerkt: "It has taken nearly a century for his general thesis that textual variants must be used as an invaluable source for our study of the history of the church to bear fruit in a determined way."
Naast zijn inaugurele rede publiceerde Lake gedurende zijn tijd in Leiden twee belangrijke boeken over historische en exegetische onderwerpen betreffende het Nieuwe Testament: The Historical Evidence for the Resurrection of Jesus Christ (1907) en The Earlier Epistles of St. Paul: Their Motive and Origin (1911).  Metzger zegt hierover: "These studies, particularly the latter, revealed Lake's ability to analyze and evaluate complex historical and literary data and to set forth scholarly reconstructions with clarity and a certain persuasiveness." In Historical Evidence zet Lake zijn methode uiteen: "The first task of the historical inquirer is to collect the pieces of evidence; the second is to discuss the trustworthiness and meaning of each separate piece; and the third is to reconstruct the events to which the evidence relates" (p. 6). Ten aanzien van de reconstructie zegt hij: "In any such attempt it is desirable to remember that the reconstruction of an original tradition from forms of later dates and of divergent contents must be guided by exactly the same principle as is the reconstruction of an original text from a number of extant MSS. In each case the fundamental problem is the retracing of the line of development followed by the various authorities, and the solution depends chiefly on the ability to detect errors of transmission and to explain their existence" (p. 167). Over The Earlier Epistles schrijft Stephen Neill: "I think that those of us who read Lake when we were young will be inclined to think that this is one of the best books on the New Testament that has ever been written in the English language. This is the way it ought to be done. Under Lake's skillful guidance, we feel ourselves one with those new and struggling groups of Christians, in all the perplexities of trying to discover what it means to be a Christian in a non-Christian world. And there is the Apostle, so very much in working clothes and without a halo; we feel in our bones the passionate eagerness of Paul for better news from Corinth, the passionate relief when the good news arrives." Het boek bracht de conclusies van de Duitse Religionsgeschichtliche Schule voor het eerst onder de aandacht van de Engelssprekende wereld en heeft alle volgende wetenschappelijke studie van het Nieuwe Testament beïnvloed.

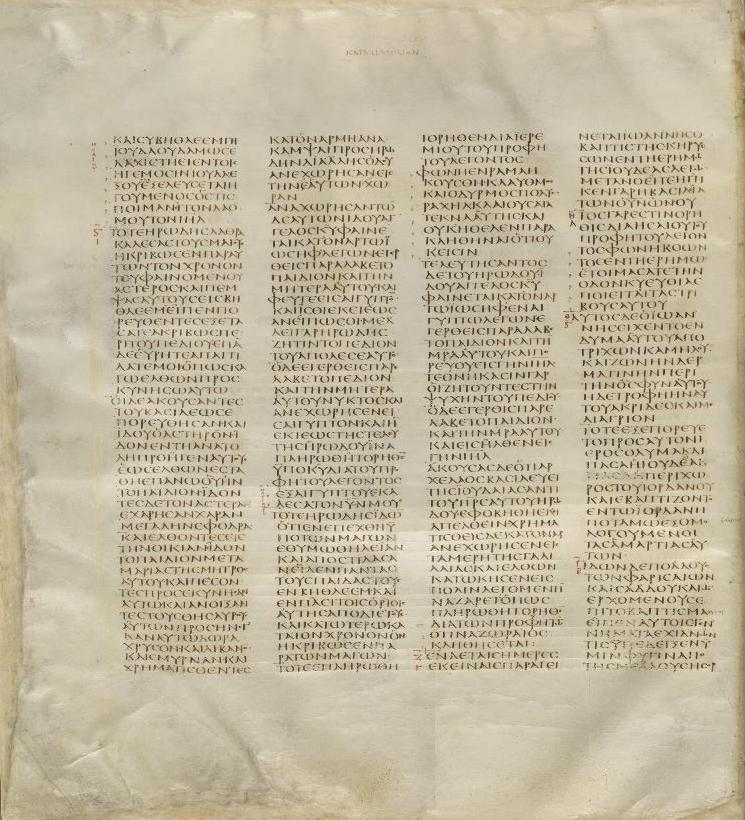
Codex Sinaiticus (Mt. 2:5-3:7), waarvan Lake een facsimile-editie maakte(1911, 1922).

Getrouw aan het tweede aspect van zijn leerstoel produceerde Lake een aantal werken over vroegchristelijke literatuur. Hij was lid van een speciale commissie van de Oxford Society of Historical Theology die de tekst van het Nieuwe Testament in de Apostolische Vaders onderzocht. Zijn specifieke verantwoordelijkheid was de Didache en de resultaten van zijn onderzoekingen werden gepubliceerd in 1905.

## Publicaties
- "Scrivener's Introduction to the Criticism of the New Testament."  Classical Review 10 (1896): 263-65.
- "The Text of the Gospels."  Classical Review 10 (1896): 395-97.  [review of Burgon & Miller, The Traditional Text of the Gospels]
- "Note on Didache 1, 2, and Acts 15, 20. 29."  Classical Review 11 (1897): 147-48.
- The Text of the New Testament, Oxford Church Text Books.  London: Rivingtons, 1900.
  - 2nd ed., 1902; 4th ed., 1908; 6th ed. 1928, rev. Silva New.
- "Some New Members of the 'Ferrar Group' of MSS of the Gospels." Journal of Theological Studies 1 (1900): 117-20.
- "The Text of Codex Ψ in St. Mark." Journal of Theological Studies 1 (1900): 290-92.
- "On the Italian Origin of Codex Bezae." Journal of Theological Studies 1 (1900): 441-45.
- "The Text of the Gospels in Alexandria."  American Journal of Theology 6 (1902): 79-89.
- "The Practical Value of Textual Variation illustrated from the Book of Acts." The Biblical World 19 (1902): 361-69.
- "Chronicle of New Testament Textual Criticism."  Journal of Theological Studies 3 (1902): 295-304.
- Codex 1 of the Gospels and Its Allies. Text and Studies 7.  Cambridge: University Press, 1902.
- Review of Kenyon, Handbook to the Textual Criticism of the New Testament. The Biblical World 21 (1903): 229-31.
- Texts from Mount Athos. Studia Biblica et Ecclesiastica 5.  Oxford: Clarendon Press, 1903.
- "Dr. Weiss's Text of the Gospels: The Thoughts of a Textual Critic on the Text of an Exegete." American Journal of Theology 7 (1903): 249-58.
- "The Greek Monasteries in South Italy, I, II."  Journal of Theological Studies 4 (1903): 345-68, 517-42.
- "The Greek Monasteries in South Italy, III, IV."  Journal of Theological Studies 5 (1904): 22-41, 189-202.
- "Some Further Notes on the MSS of the Writings of St. Athanasius."  Journal of Theological Studies 5 (1904): 108-14.
- The Influence of Textual Criticism on the Exegesis of the New Testament: an Inaugural Lecture delivered before the University of Leiden, on January 27, 1904.  Oxford: Parker and Sons, 1904.
- "The New Sayings of Jesus and the Synoptic Problem."  Hibbert Journal 3 (1904-5): 332-41.
- "The Curetonian Version of the Gospels."  Hibbert Journal 3 (1904-5): 843-46.  [review of Burkitt, Evangelion Da-Mepharreshe]
- Review of Resch, Das Aposteldecret nach seiner Ausserkanonischen Textgestalt. Review of Theology and Philosophy 1 (1905): 385-92.
- Review of Meyer,Die Auferstehung Christi. Review of Theology and Philosophy 1 (1905): 631-35.
- "Didache."  In Oxford Society of Historical Theology, eds., The New Testament in the Apostolic Fathers, pp. 24-36.  Oxford: Clarendon Press, 1905.
- Facsimiles of the Athos Fragments of Codex H of the Pauline Epistles, photographed and deciphered by Kirsopp Lake.  Oxford: Clarendon Press, 1905.
- "Further Notes on the MSS of Isidore of Pelusium."  Journal of Theological Studies 6 (1905): 270-73.
- "Tatian's Diatessaron and the Martyrdom of Abo." Expository Times 17 (1905-6): 286.
- "The 'Ammonian' Harmony and the Text of B."  Journal of Theological Studies 7 (1906): 292-95.
- "Galatians II. 3-5."  The Expositor, 7th ser., 1 (1906): 236-45.
- "Did Paul Use the Logia?"  American Journal of Theology 10 (1906): 104-11.
- Facsimiles of the Athos Fragments of the Shepherd of Hermas.  Oxford: Clarendon Press, 1907).
- The Historical Evidence for the Resurrection of Jesus Christ.  London: Williams & Norgate, 1907.
- Review of Harnack, Sprüche und Reden Jesu.  Review of Theology and Philosophy 3 (1907-8): 480-87.
- Professor H. Von Soden's Treatment of the Text of the Gospels  (Edinburgh, 1908).  Reprinted from Review of Theology and Philosophy 4 (1908-9): 201-17, 277-95.
- The Early Days of Monasticism on Mount Athos.  Oxford: Clarendon Press, 1909.
- "The Date of Q." The Expositor, 7th ser. 7 (1909): 494-507.
- "The Text of the Gospels." The Expositor 7th ser. 9 (1910): 457-71.
- "The Early Christian Treatment of Sin After Baptism." The Expositor, 7th ser. 10 (1910): 63-80.
- "The Earliest Christian Teaching on Divorce." The Expositor, 7th ser. 10 (1910): 416-27.
- "The Shorter Form of St. Paul's Epistle to the Romans."  The Expositor, 7th ser. 10 (1910): 504-25.
- "2 Thessalonians and Professor Harnack."  Expository Times 22 (1910): 131-33.
- "Baptism (Early Christian)."  In J. Hastings, ed., Encyclopaedia of Religion and Ethics, Vol. 2, 379-90.  Edinburgh: T. & T. Clark, 1910. (also articles on Christmas and Epiphany)
- "Bible. 2. New Testament. 2.2 Text and Versions, 2.3 Textual Criticism."  In Encyclopædia Britannica, 11th ed., vol. 3, pp. 878–886.  Cambridge: University Press, 1910.  [also article "Peter, St"]
- "The Shepherd of Hermas and Christian Life in Rome in the Second Century."  Harvard Theological Review 4 (1911): 25-46.
- The Earlier Epistles of St. Paul: Their Motive and Origin.  London: Rivingtons, 1911.
- "The Debt of the Clergy and Theologians to William James."  Theologisch Tijdschrift 44 (1911): 526-30.
- "The Judaistic Controversy, and the Apostolic Council."  Church Quarterly Review 71 (1911): 345-70.
- Codex Sinaiticvs Petropolitanvs: The New Testament, the Epistle of Barnabas and the Shepherd of Hermas preserved in the Imperial Library of St. Petersburg, now reproduced in facsimile from photographs by Helen and Kirsopp Lake, with a description and introduction to the history of the Codex by Kirsopp Lake.  Oxford: Clarendon Press, 1911.
- "The Date of Herod's Marriage with Herodias and the Chronology of the Gospels."  The Expositor, 8th ser., 4 (1912): 462-77.
- The Apostolic Fathers, ed. and trans. Kirsopp Lake, 2 vols. Loeb Classical Library.  London: Heinemann, 1912–13.
  - Vol. I.  I-II Clement Ignatius Polycarp Didache Barnabas.
  - Vol. II.  Shepherd of Hermas Martyrdom of Polycarp Epistle to Diognetus.
- "The End of Paul's Trial in Rome."  Theologisch Tijdschrift 47 (1913): 356-65.
- "Critical Problems of the Epistle to the Philippians."  The Expositor, 8th ser., 7 (1914): 481-93.
- Review of Kennedy, St. Paul and the Mystery-Religions. Harvard Theological Review 7 (1914): 428-31.
- The Stewardship of Faith: Our Heritage from Early Christianity.  Lowell Lectures 1913–14.  New York: Putnam, 1915.
- "The Theology of the Acts of the Apostles."  American Journal of Theology 19 (1915): 489-508.
- "Acts of the Apostles; Acts (Apocryphal); Luke." in James Hastings et al., eds., Dictionary of the Apostolic Church, vol. 1, pp. 15-29, 29-39, 718-22.  Edinburgh: T & T Clark, 1916.  [art. "Theophilus" in vol. 2]
- Review of Montefiore, Judaism and St. Paul. Harvard Theological Review 9 (1916): 242-45.
- "Simon Zelotes."  Harvard Theological Review 10 (1917): 57-63.
- "American, English, and Dutch Theological Education." Harvard Theological Review 10 (1917): 336-51.
- "The Sinaitic and Vatican Manuscripts and the Copies sent by Eusebius to Constantine." Harvard Theological Review 11 (1918): 32-35.
- "The Epistola Apostolorum." Harvard Theological Review 14 (1920): 15-29.
- "Simon, Cephas, Peter."  Harvard Theological Review 14 (1920): 95-97.
- Landmarks in the History of Early Christianity.  London: Macmillan, 1920.  American ed. 1922, different pagination.
- Review of Lietzmann, Petrus und Paulus in Rom. American Historical Review 25 (1920): 483-84.
- The Beginnings of Christianity, Part I: The Acts of the Apostles, ed. F. J. Foakes-Jackson and Kirsopp Lake, 5 vols. (London: Macmillan, 1920–33).
  - Vol I. Prolegomena I: The Jewish, Gentile and Christian backgrounds (1920).
  - Vol. II. Prolegomena II: Criticism (1922).
  - Vol. III. The text of Acts (1926), by J. H. Ropes.
  - Vol. IV. English translation and commentary (1933), by Kirsopp Lake and H. J. Cadbury.
  - Vol. V. Additional notes to the commentary (1933), edited by Kirsopp Lake and H. J. Cadbury.
- "The Problem of Christian Origins." Harvard Theological Review 15 (1921): 97-114.
- "The Text of the Gospels and the Koridethi Codex." [with Robert P. Blake]  Harvard Theological Review 16 (1922): 269-86.
- Immortality and the Modern Mind.  Ingersoll Lecture 1922.  Cambridge, MA: Harvard University Press, 1922.
- Codex Sinaiticvs Petropolitanvs et Friderico-Avgvstanvs lipsiensis: The Old Testament preserved in the public library of Petrograd, in the library of the Society of ancient literature in Petrograd, and in the library of the University of Leipzig, now reproduced in facsimile from photographs by Helen and Kirsopp Lake, with a description and introduction to the history of the Codex by Kirsopp Lake.  Oxford: Clarendon Press, 1922.
- "A Lost Manuscript of Eusebius's Demonstratio Evangelica Found."  Harvard Theological Review 16 (1923): 396-97.
- "The Date of the Slavonic Enoch."  Harvard Theological Review 16 (1923): 397-98.
- "The Apostles' Creed."  Harvard Theological Review 17 (1924): 173-83.
- "Jesus."  Hibbert Journal 23 (1924-5): 5-19.
- The Religion of Yesterday and To-morrow.  Boston: Houghton Mifflin, 1925.
- Review of Merrill, Essays in Early Christian History. American Historical Review 30 (1925): 340-41.
- "The Shepherd of Hermas."  Harvard Theological Review 18 (1925): 279-80.
- "The Text of the De Virginitate of Athanasius."  [with Robert P. Casey]  Harvard Theological Review 19 (1926): 173-90.
- "The Text of the De Incarnatione of Athanasius."  [with Robert P. Casey]  Harvard Theological Review 19 (1926): 259-70.
- Eusebius, Ecclesiastical History, trans. Kirsopp Lake, Vol. 1.  Loeb Classical Library.  London: Heinemann, 1926.
- "The Serabit Inscriptions. I. The Rediscovery of the Inscriptions." [with Robert P. Blake]  Harvard Theological Review 21 (1928): 1-8.
- "The Caesarean text of the Gospel of Mark," [with Robert P. Blake and Silva New] Harvard Theological Review 21 (1928): 207-404.
- "The Text of the Gospels." in Shirley Jackson Case, ed., Studies in Early Christianity, pp. 21–47.  New York: The Century Co., 1928.
- Six Collations of New Testament Manuscripts [with Silva New]  Harvard Theological Studies 17.  Cambridge, MA: Harvard University Press, 1932.
- "The Serabit Expedition of 1930. I. Introduction."  Harvard Theological Review 25 (1932): 95-100.
- "The Text of Mark in Some Dated Lectionaries."  [with Silva Lake]  In H. G. Wood, ed., Amicitiæ corolla: a volume of essays presented to James Rendel Harris, D.Litt., on the occasion of his eightieth birthday, pp. 147–83.  London: University of London Press, 1933.
- Paul: His Heritage and Legacy.  The Mary Flexner Lectures on the Humanities 1.  New York: Oxford University Press, 1934.
- "The Acts of the Apostles." [with Silva Lake]  Journal of Biblical Literature 53 (1934): 34-45.  [review of Albert C. Clark's ed. of Acts]
- Dated Greek Minuscule Manuscripts to the Year 1200 [edited with Silva Lake], 10 vols.  Monumenta palaeographica vetera. 1st ser.  Boston: The American Academy of Arts and Sciences, 1934–45.  [v. 1. Manuscripts at Jerusalem, Patmos and Athens—v. 2. Manuscripts in Venice, Oxford and London—v. 3. Manuscripts in the monasteries of Mount Athos and in Milan—v. 4. Manuscripts in Paris. Pt. 1 -- v. 5. Manuscripts in Paris. Pt. 2, Oxford, Berlin, Vienna and Jerusalem—v. 6. Manuscripts in Moscow and Leningrad—v. 7. Manuscripts in Rome. Part 1. -- v. 8. Manuscripts in Rome. Pt. 2 -- v. 9. Manuscripts in Rome. Pt. 3, in Messina, in Naples, and in London—v. 10. Manuscripts in Florence, Athens, Grottaferrata and the Meteora—v.[11]. Indices, volumes 1-10.]
- "Some Recent Discoveries."  [with Silva Lake]  Religion in Life 5 (1936): 89-102.
- Review of Goodenough, By Light, Light: The Mystic Gospel of Hellenistic Judaism. Journal of Biblical Literature 55 (1936): 90-93.
- An Introduction to the New Testament. [with Silva Lake]  New York: Harper & Brothers, 1937.
- Review of Harrison, Polycarp's Two Epistles to the Philippians.  Journal of Biblical Literature 56 (1937): 72-75.
- Review of Colwell & Willoughby, The Four Gospels of Karahissar.  Journal of Biblical Literature 56 (1937): 272-73.
- "The Citadel of Van." [with Silva Lake]  Asia: Journal of the American Asiatic Association 39 (1939): 75-80.
- "The Byzantine Text of the Gospels." [with Silva Lake]  In Mémorial Lagrange (Paris: J. Gabalda, 1940), pp. 251–258.
- Review of Kenyon, Our Bible and the Ancient Manuscripts. Journal of Biblical Literature 60 (1941): 329-31.
- Family 13 (The Ferrar Group): The text according to Mark with a collation of Codex 28 of the Gospels. [with Silva Lake]  Studies and Documents 11.  Philadelphia: University of Pennsylvania Press, 1941.
- Review of Milne & Skeat, Scribes and Correctors of the Codex Sinaiticus. Classical Philology 37 (1942): 91-96.
- "The Scribe Ephraim."  [with Silva Lake]  Journal of Biblical Literature 62 (1943): 263-68.
- "Albert Schweitzer's influence in Holland and England."  In A. A. Roback et al., eds., The Albert Schweitzer Jubilee Book (Cambridge, MA: Sci-Art, 1945), pp. 427–439.